# Rathlin O'Birne
Rathlin O'Birne est une petite île située au large des falaises de Slieve League au nord de la baie de Donegal. C'est une île inhabitée du comté de Donegal où est érigé le phare de Rathlin O'Birne qui est contrôlé par les Commissioners of Irish Lights (CIL).